# Sittard Condors
H.S.C. De Sittard Condors is een Nederlandse honkbal- en softbalvereniging uit Sittard-Geleen, provincie Limburg.
De club is opgericht in 1978 en had als eerste thuisbasis de toenmalige sportvelden van het CIOS aan de Sportcentrumlaan in Sittard. Sinds 2010 wordt gespeeld op het Sportpark Limbricht aan de Allee in Limbricht, waar men een clubgebouw (gedeeld met VV Limbricht), een honkbalveld en een softbalveld tot zijn beschikking heeft. Van april tot en met september worden op deze locatie tevens de trainingen gehouden. In de overige maanden vinden de trainingen plaats in diverse gymzalen in Sittard.
De vereniging bestaat uit een seniorenhonkbalteam en een damessoftbalteam. Verder zijn er ook honkbalteams voor junioren, aspiranten, pupillen, recreanten en bestaat er een beeballteam.